# Sutura frontale
La sutura frontale è una struttura densa di tessuto connettivo che divide le due metà dell'osso frontale del cranio nei neonati e nei bambini.
La sua presenza è dovuta ai due centri ossificativi distinti grazie ai quali l'osso frontale si sviluppa.
La sua chiusura avviene con la sinostosi (precipitazione di sali di calcio a livello del ligamento suturale) delle due metà dell'osso frontale, che si fondono assieme.
È l'unica sutura che si fonde nell'infanzia, solitamente nel primo anno di età, in genere tra i 3 ed i 9 mesi.
La chiusura può dare luogo ad una cresta, o salienza, che può essere evidente o palpabile al tatto. La cresta metopica può essere fisiologica e mitigarsi in crescita oppure essere sintomo di una fusione troppo precoce. Tali valutazioni spettano al pediatra o ad un neurochirurgo pediatrico.
Se al contrario non si fonde viene chiamata sutura metopica oppure più propriamente sutura frontale persistente. In tal caso è consigliabile eseguire una radiografia, perché potrebbe essere interpretata come frattura del frontale.
Se la sutura non è presente alla nascita (craniosinostosi) ciò potrebbe causare una deformità del cranio verso una forma di chiglia, chiamata trigonocefalia.